# Ston
Ston o Stagno es un pueblo y municipio en el condado de Dubrovnik-Neretva de Croacia, situada al sur del istmo de la península de Pelješac. El pueblo de Ston es el centro del municipio de Ston.

## Población
Según el censo de 2001, en el municipio de Ston tiene una población de 2605 personas. Los croatas constituyen la mayoría absoluta con el 98.66% de la población.

## Historia y características

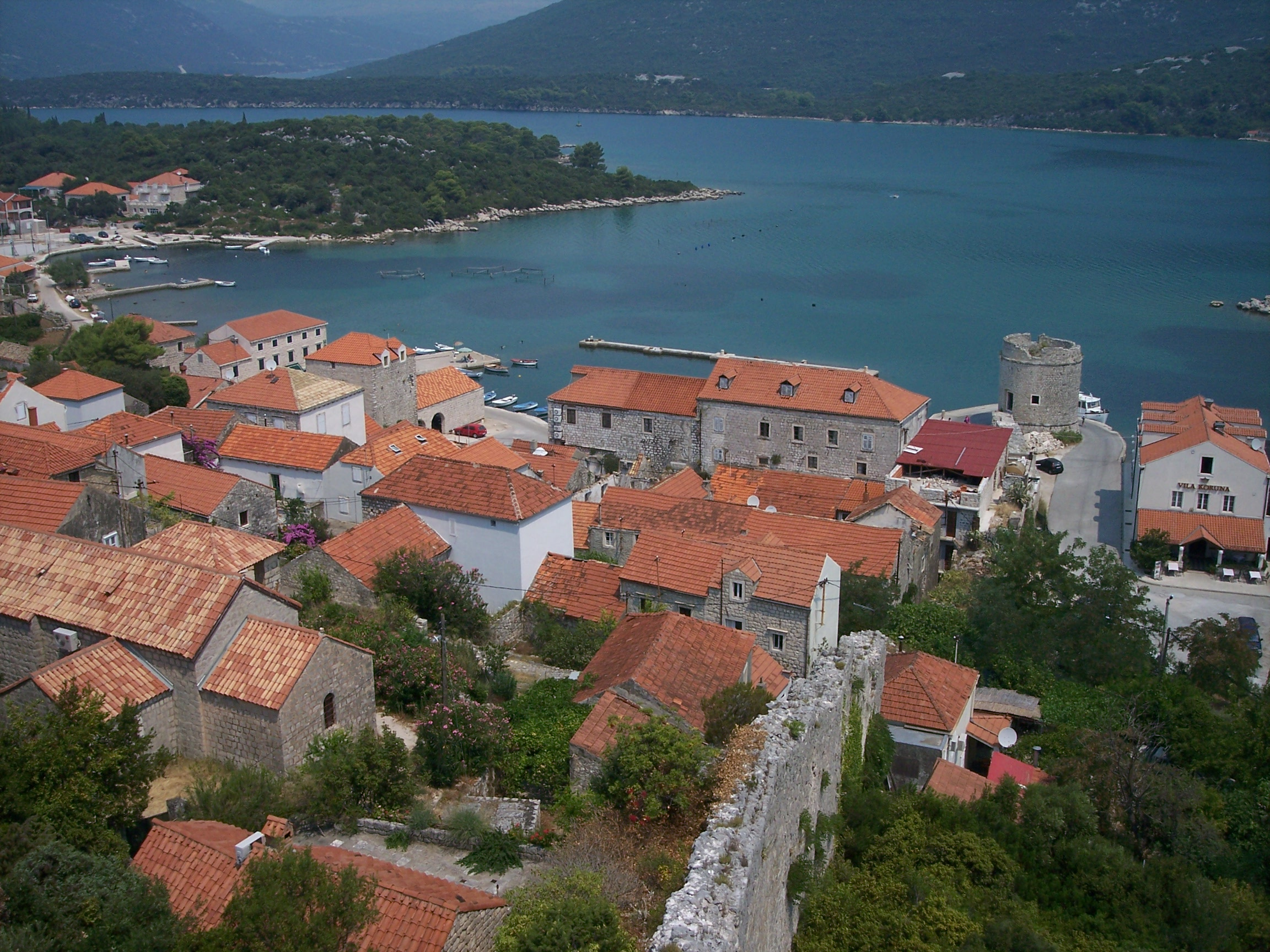
Mali Ston.

Ston fue una fortaleza importante de la República de Ragusa cuyas murallas defensivas fueron consideradas como un logro notable en la arquitectura medieval. Las medidas del muro interior de la ciudad son de 890 metros de longitud, mientras que la Gran Muralla exterior de la ciudad tiene una circunferencia de 5 km. Las murallas se extienden a Mali Ston ("Pequeña Ston"), una ciudad más pequeña en el lado norte del istmo de Pelješac y el final de la bahía de Mali Ston, notable por su maricultura.
Ston es conocido también por sus salinas, que estaban a cargo de la República de Ragusa y el Imperio otomano.

## División administrativa
El municipio de Ston incluye los siguientes asentamientos:
- Ston
- Žuljana
- Hodilje
- Metohija
- Mali Ston
- Zaton Doli
- Dubrava
- Sparagovići
- Tomislavovac
- Putniković
- Broce
- Boljenovići
- Brijesta
- Duba Stonska
- Zabrđe
- Ponikve